# Sigismondo Malatesta

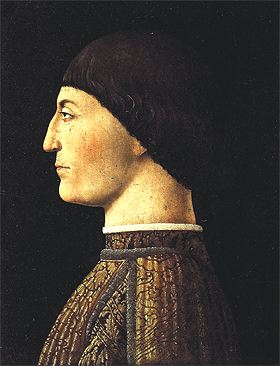
Sigismondo Malatesta door Piero della Francesca (circa 1450)

Sigismondo Malatesta (Brescia, 1417 – Rimini, 7 oktober 1468) was heer van Rimini (1432-1468), pauselijk vicaris en tevens filosoof en mecenas. Hij is het beroemdste lid van het geslacht Malatesta en geldt als een opmerkelijk representant van de Renaissance. Hij was onbetrouwbaar en meedogenloos maar bezat een zeer grote kennis van de klassieke oudheid. Te Rimini liet hij de kerk van San Francesco (de "tempel der Malatesta's": tempio malatestiano) bouwen, ontworpen door Leone Battista Alberti. Toen deze kathedraal in 1943 door de geallieerden werd gebombardeerd, vond men tijdens de restauratie tientallen penningen met Sigismondo's portret erop. Deze zogenoemde portretpenningen waren als bouwgift onder de funderingen van de kerk gelegd ten tijde van de bouw. Dit was een wijdverbreid gebruik in de Renaissance en moest het gebouw - of in dit geval de kerk - voor onheil hoeden. Sigismondo was zeer gepassioneerd, trouwde een aantal maal en hield er vele maîtresses op na.

## Carrière
Sigismondo was een goed militair. Zijn carrière begon in 1432 in het leger van paus Eugenius IV en in 1435 werd hij opperbevelhebber van het kerkelijk leger. Toen de paus Sigismondo echter uit wantrouwen ontsloeg keerde hij zich samen met Venetië tegen hem. Later keerde hij echter terug naar de kant van Eugenius en vocht met Aragon tegen Venetië en Florence. In 1454 leidde hij het leger van Siena maar al snel verraadde hij dit en sloot vrede met de vijand. In 1460 viel hij in ongenade bij de Sienese paus Pius II. Hij werd voor het gerecht in Rome gedaagd en door een tribunaal van kardinalen beschuldigd van plundering, brandstichting, incest, moord en ketterij. Het gerecht veroordeelde Sigismondo tot verbeurdverklaring van zijn gebied en de dood op de brandstapel. Daar hij echter niet aanwezig was werd in zijn plaats een pop verbrand.
Sigismondo keerde in 1466 terug naar Rimini daar de nieuwe paus, Paulus II, hem minder slecht gezind was. Deze bood hem Spoleto en Foligno aan in ruil voor Rimini. Sigismondo was hierover zo vertoornd dat hij met een mes naar Rome trok om Paulus om te brengen. Voor de paus - die van tevoren was gewaarschuwd en zich zwaar liet bewaken - bedacht hij zich echter en smeekte om vergiffenis. Dit voorval betekende het einde van Sigismondo's carrière. Hij stierf op 7 oktober 1468 in Rimini en werd opgevolgd door zijn zoon Sallustio.